# Президентство Володимира Зеленського
Президентство Володимира Зеленського — президентська каденція шостого президента України Володимира Зеленського, що переміг на виборах президента 21 квітня 2019 року, інавгурація пройшла 20 травня 2019 року.
З самого початку Зеленський, на відміну від свого попередника — Петра Порошенка, мав високий кредит довіри суспільства, в результаті чого отримав широкі повноваження, зокрема вперше в історії незалежної України правляча партія отримала монобільшість у Верховній Раді, хоча він й зіткнувся з деякими викликами у процесі управління. У перший рік правління Зеленський зміцнив свій контроль над владою, прагнучи до ефективного керування, хоча цей підхід викликав дискусії щодо взаємодії гілок влади. У сфері політики та права, умовно позитивним було назване ухвалення Виборчого кодексу, а також розвиток електронного урядування.
Серед позитивних аспектів у зовнішній політиці аналітики відзначили незмінність офіційного напрямку України на інтеграцію до Європейського Союзу та Північноатлантичного альянсу, зокрема прийняття протягом 2019–2020 рр. низки законів, що сприяють євроінтеграції, та посилюють співпрацю з НАТО. Водночас, як вважають деякі аналітики, український «курс на Захід» у 2019–2021 рр. відійшов на другий план, так як пандемія COVID-19 не прискорила інтеграційні процеси. Глобальні кризові явища пандемії суттєво посилили негативні тенденції економіки України. Призначений Володимиром Зеленським уряд Дениса Шмигаля не спромігся суттєво пом'якшити негативні наслідки суворого карантину для української економіки, але водночас спостерігалася лібералізація та дерегуляція окремих сфер з фінансуванням інфраструктурних рішень та цифровізації. Станом на 2020 рік в гуманітарній політиці Зеленський декларував загальнонаціональну консолідацію та подолання теперішніх розбіжностей. Мовне, історичне та конфесійне питання були деякий час невизначені в публічній оцінці Зеленського, що посилювало суспільну напруженість, але згодом риторика Зеленського ставала все більш жорсткою, вона радикалізувалася. Особливо помітною зміна риторики стала після відповідних справ проти бізнесмена та політика Віктора Медведчука, після закриття проросійських каналів, які мали з ним прямий зв'язок.
На думку аналітиків, найголовніша реформа, яку вдалося запустити в перші роки каденції Зеленського — це розробка платформи і додатку «Дія» – держави в смартфоні, яка передбачає переведення багатьох державних функцій та документів в онлайн-режим. Також із вдалих реформ аналітики виділяють будівництво доріг в рамках програми «Велике будівництво» та прийняття закону про продаж землі (2021).
Найбільшим викликом для Зеленського стало вторгнення Росії в Україну 24 лютого 2022 року, що відсунуло на задній план усі питання соціально-економічного штибу. Внаслідок російської агресії Президент зосередився на мобілізації міжнародної підтримки та залучення міжнародної уваги до ситуації в Україні. На думку аналітиків, Зеленський успішно перетворився з президента-миротворця на президента воєнного часу. Зеленський звертався до десятків світових лідерів та міжнародних організацій, виступаючи у десятках парламентів країн світу у режимі відео-зв'язку. В результаті цих зусиль Україна отримала значну міжнародну підтримку, включаючи військову, економічну та гуманітарну допомогу, а також солідарність у формі міжнародних санкцій проти Росії. Були досягнені успіхи в прийнятті прогресивних законів в Україні (ратифікації Стамбульської конвенції та легалізації медичного канабісу, внесення закону про цивільні партнерства щодо прав ЛГБТ), але, парламент, монобільшість Слуги Народу та особисто Президент зазнали критики за затягування, неповноцінне та  двозначне оформлення положень закону про мобілізацію 2023-2023 років.
Після повномасштабного російського вторгнення, Україна, в тому числі, завдяки зусиллям Зеленського, отримала статус кандидата на вступ до Європейського Союзу, а також ЄС підтримав початок переговорів про членство України. У 2022 році журнал TIME визнав Володимира Зеленського «дух України» — «Персони року» 2022 року. Згідно з дослідженням соціологічної групи «Рейтинг», станом на лютий 2023 року, річницю повномасштабної війни, довіра українців до Президента зросла з 36 до 90%, однак в грудні 2023 року рейтинг впав до 77% підтримки, а не довіряють Зеленському 22%.

## Кандидат у президенти

### На виборах 2019 року

#### Рейтинги
Вперше Володимира Зеленського почали включати до соціологічних опитувань навесні 2018 року. Тоді його рейтинг підтримки становив близько 4—6 % серед усіх респондентів, або 5—10 % серед тих, хто визначився.
У новорічну ніч, на 1 січня 2019 року опівночі, замість трансляції новорічного привітання Президента Порошенка на каналі «1+1» показали Зеленського, який оголосив, що йде у президенти. 21 січня 2019 року партія «Слуга народу» офіційно висунула Володимира Зеленського кандидатом у президенти.
На кінець січня 2019 року результатами спільного соцопитування «Соціальний моніторинг», «Українського інституту соціальних досліджень ім. О. Яременка», «Інфо Сапієнс» та «Рейтинг» Зеленський займав перше місце у рейтингу кандидатів серед опитаних, які визначилися зі своїми уподобаннями (21,9 % голосів). Відповідно до результатів опитування Соціологічної групи «Рейтинг», проведеного у період з 9 по 15 березня 2019 року, Зеленський залишається лідером президентського рейтингу (24,9 % голосів)..
З кінця січня 2019 року Зеленський очолював рейтинги кандидатів у президенти, подекуди з великим відривом від головних конкурентів — чинного, на той момент, президента Петра Порошенка та Юлії Тимошенко. Як вважають експерти, висока популярність Зеленського обумовлювалася тим, що він є несистемним кандидатом, а також утомою виборців від «старих облич» у політиці.

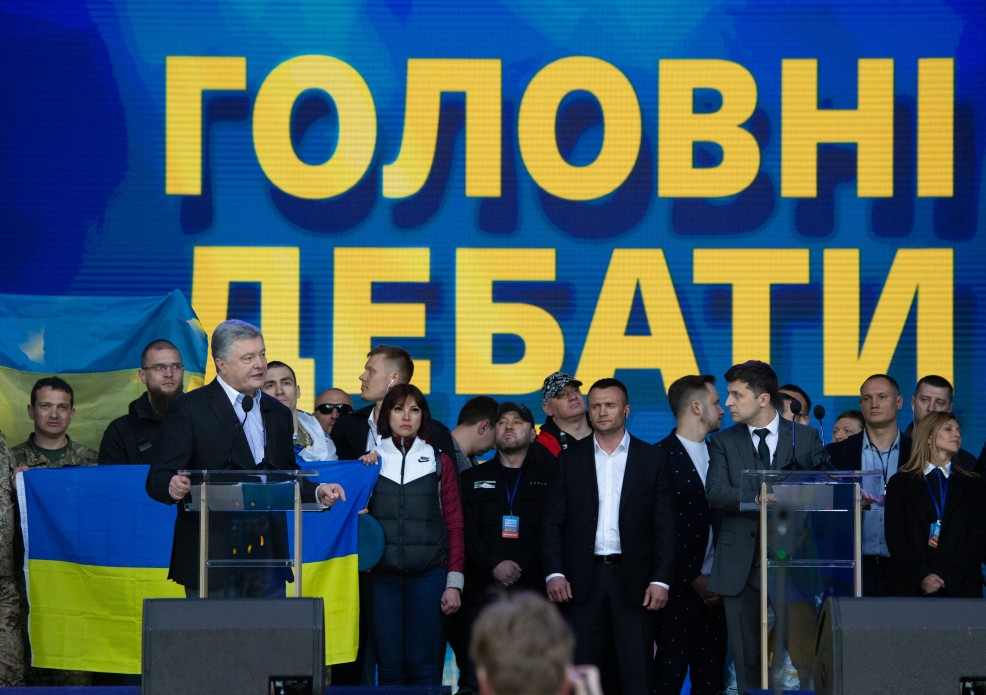
Передвиборчі «дебати». НСК «Олімпійський», 19 квітня 2019.

Згідно з результатами опитування Центру Разумкова станом на вересень 2019 р. близько 70 % українців позитивно оцінювали діяльність президента Володимира Зеленського, новообраного складу Верховної Ради — 44 %. Серед фракцій найвищу підтримку теж мала «Слуга народу» — 50 %. Крім того, 51,8 % опитаних відповіли, що більшість у ВР, сформована однією партією, призведе до позитивних змін.

#### Передвиборча кампанія

Результати виборів Президента 2019 року, другий тур. Зеленим показано регіони, де перевагу отримав Зеленський.

Під час передвиборчої кампанії Зеленський запропонував прихильникам самим написати передвиборчу програму, а також висловити пропозиції кандидатур посадовців на найвищі державні пости в Україні. Рушійною силою виборчої кампанії Зеленського став образ Василя Голобородька, якого він зіграв у серіалі «Слуга народу», хоча головний політконсультант Зеленського Дмитро Разумков заперечував це та в інтерв'ю українським ЗМІ зазначив, що «кандидат в президенти Володимир Зеленський — це не образ його персонажа Василя Голобородька». Основні тези передвиборчої програми спрямовані на реформування економіки України шляхом запровадження «нульової декларації» для бізнесу, переходу від солідарної до накопичувальної пенсійної системи, перетворення України на «електронну країну». Зеленський пообіцяв внести проєкт закону «Про народовладдя».
Заявлений у звітах до ЦВК бюджет передвиборчої кампанії Зеленського склав 102,8 млн грн, з них 68 млн — пожертви фізичних осіб, 16 млн — кошти партії Слуга народу, 11,5 млн власних коштів. Сам Зеленський заявив, що вартість його президентської кампанії становить 80,5 млн грн його власних коштів, коштів його друзів та партнерів по бізнесу.
12 квітня у Єлисейському палаці відбулася зустріч Зеленського з президентом Франції Емманюелем Макроном.

#### Зв'язки з Коломойським
Численні оглядачі пов'язують висування Зеленського з олігархом Ігорем Коломойським. Телеканал 1+1, що належить Коломойському, надавав Зеленському інформаційну підтримку та здійснював трансляцію серіалу «Слуга народу» під час передвиборчої кампанії. Комітет виборців України охарактеризував показ відеофільму як передвиборчу агітацію, яку повинен оплатити фонд кандидата.
Журналісти-розслідувачі проєктів «Схеми» та Bihus.info виявили, що охоронці, які супроводжували Зеленського в рамках його передвиборчих поїздок, а також бізнес-партнери Зеленського та його юрист мають стосунок до Ігоря Коломойського. Підозри на зв'язки Зеленського та Коломойського стали причиною закликів деяких відомих громадських діячів і представників культури не голосувати за цього кандидата, хоча його оточення спростувало ці заяви, а сам Коломойський заперечив свою участь у фінансуванні його передвиборчої кампанії.

#### ЗеКоманда
Під час виборів Зеленський анонсував свою команду радників («ЗеКоманда»), а в широкому розумінні й усіх своїх прихильників для реалізації зобов'язань та політичних декларацій. Її учасники мали реалізовувати його виборчу програму.

##### Учасники
- Руслан Стефанчук — державні і правові інститути та законопроєктна робота.
- Іван Баканов — керівник штабу Зеленського, відповідальний за взаємодію з Парламентом.
- Дмитро Разумков — внутрішня політика та зовнішня політика, політконсультант, спікер штабу Зеленського, представляв позицію кандидата на всіх телеефірах та політичних шоу.
- Олександр Данилюк — міжнародні відносини, економіка, фінансова і банківська політика.
- Руслан Рябошапка — правоохорона та антикорупційна політика[50][51].
- Галина Янченко — цифровізація, впровадження антикорупційної політики.
- Денис Монастирський — правоохоронні органи.
- Сергій Іонушас — судова система.
- Іван Апаршин — питання оборони.
- Ірина Венедиктова — реформа судової влади.
- Данило Гетманцев — економіка, фінанси та оподаткування.
- Михайло Федоров — диджиталізація. Автор акаунтів команди Зеленського в соцмережах.
- Олександр Мережко — міжнародні відносини і народовладдя.
- Олег Бондаренко — екологічна політика.
- Марина Бардіна — політика рівних прав та можливостей жінок і чоловіків.
- Сергій Кальченко — виборче законодавство, права людини.
- Андрій Герус — енергетика, тарифи, антимонопольне регулювання.
- Сергій Бабак — освіта та наука.
- Євген Комаровський — медицина.
- Вікторія Страхова — банківська діяльність.

### На виборах 2024 року
Під час президентської кампанії Зеленський запевняв, що хотів би мати лише одну каденцію президента. Натомість, на пресконференції 20 травня 2020-го Зеленський заявив, що йому не вистачить одного президентського терміну для виконання всіх передвиборчих обіцянок. Схожу тезу анонсував у березні Сергій Трофімов, перший заступник Керівника Офісу Президента України, заявивши, що «українці хочуть» переобрання Зеленського 2024 року.

## Внутрішня і правова політика

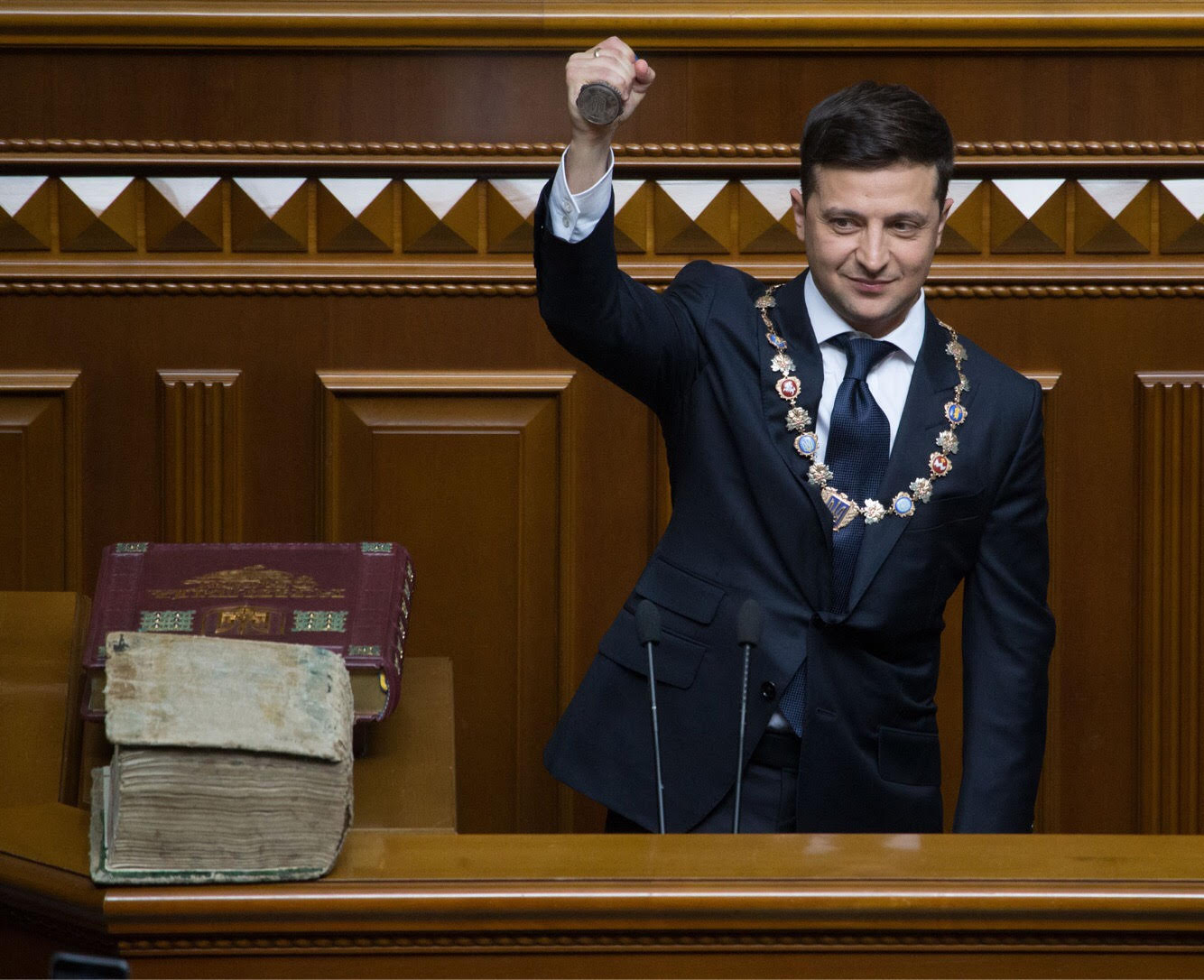
Інавгурація, 20 травня 2019-го

### Парламент

##### Розпуск Верховної Ради VIII скликання
Вже під час інавгурації 20 травня 2019 року Зеленський оголосив, що розпускає парламент, а нові вибори мають пройти через два місяці після цього, тобто наприкінці липня.
Як зазначив Зеленський, юридичною підставою для розпуску була фактична відсутність коаліції з 2016 року. Розпуск Верховної ради було оскаржено у Верховному та Конституційному суді.
20 червня Конституційний суд України прийняв остаточне рішення про визнання конституційним указу Зеленського про розпуск Верховної Ради.

##### Верховна Рада IX скликання
21 липня відбулись позачергові парламентські вибори. Пропрезидентська партія «Слуга народу» на виборах набрала 43,16 % і отримала 124 місця, а мажоритарні кандидати від партії перемогли на 130 округах, тому партія отримала більшість в парламенті. Експерти відзначають, що парламентська більшість пропрезидентської партії «Слуга народу» де-факто перетворила Україну в президентську республіку.
Під час першого засідання нової Верховної Ради 29 серпня депутати затвердили очільників 23 комітетів — відповідно до раніше визначених квот парламентських партій та узгоджених прізвищ. «Слуга народу» керує в 19 комітетах. Також на засіданні було оновлено уряд та розглянуто 70 нових законопроєктів.
4 березня 2020 року за наказом Зеленського спікер ВРУ Разумков скликав позачергове засідання Ради, де прийняли відставку прем'єр-міністра Гончарука та його уряду. Того ж дня ВРУ призначила Дениса Шмигаля прем'єр-міністром України, сформувавши частково новий склад уряду.
16 квітня 2020 року за ініціативи Зеленського відбулося позачергове засідання ВРУ, на якому народні депутати успішно ухвалили зміни до регламенту роботи Ради у зв'язку із «правочним спамом» у ході голосування за так званий «антиколомойський закон» з метою заблокування його ухвалення (раніше так само намагалися заблокувати ухвалення закону про ринок землі). Крім того, Парламент підтримав у першому читанні законопроєкт про посилення захисту телекомунікаційних мереж та ухвалив у цілому проєкт закону про внесення змін до закону про місцеве самоврядування в Україні.

##### Аудит діяльності Верховної Ради
23 жовтня 2020 року Рахункова палата завершила перший за всю історію незалежності України аудит Верховної Ради. Звіт щодо результатів аудиту був затверджений на засіданні рахункової палати. Аудит проводили 5 членів Рахункової палати. За 2013—2019 роки Апаратом Верховної Ради України, а також підприємствами, установами та організаціями їх сфери управління було використано 7,7 млрд грн. коштів державного бюджету та 114 млн грн. коштів місцевих бюджетів.
Основна частина коштів, використаних за ці 7 років, пішла на засідання законотворчої діяльності парламенту — 51 %, обслуговування та організаційно-аналітичне, матеріально — технічне забезпечення ВР — 44 %, фінансову підтримку санитарно — курортного комплексу, висвітлення діяльності парламенту через ЗМІ, розвиток електронного урядування — 5 %. Водночас, Апарат Верховної Ради не в повній мірі забезпечив продуктивне, результативне та економне використання бюджетних коштів, а також прийняття законних та своєчасних управлінських рішень під час управління коштами бюджету та державним майном.

##### Конституційна криза
27 жовтня Конституційний суд за поданням 47 народних депутатів ухвалив рішення, яким скасував статтю 366-1 Кримінального кодексу, що передбачає відповідальність за недостовірне декларування. Також КС визнав неконституційними положення законів про перевірку е-декларацій чиновників і скасував право НАЗК перевіряти декларації та виявляти конфлікт інтересів. КС своїм рішенням позбавив НАЗК доступу до державних реєстрів, необхідних для проведення спецперевірок декларацій кандидатів на керівні посади до органів влади. Без цієї перевірки жоден керівник державного органу не може бути офіційно призначений.
28 жовтня НАЗК закрило доступ до Єдиного державного реєстру декларацій. Утім, 29 жовтня ввечері Кабінет міністрів зобов'язав НАЗК відновити публічний доступ до Єдиного реєстру декларацій. Конституційний суд 28 жовтня оприлюднив текст рішення, ухваленого Великою палатою КС у складі 15 суддів. У НАБУ заявили, що через рішення КС досі всі справи про недостовірне декларування закриють, а викриті на зловживаннях посадовці уникнуть відповідальності. Потім президент Зеленський вніс до ВР проєкт закону, яким пропонує припинити повноваження усього складу Конституційного суду. У законопроєкті йдеться, зокрема, що рішення КС від 27 жовтня є «нікчемним як таке, що прийнято суддями Конституційного суду України в умовах реального конфлікту інтересів». Зеленський запропонував припинити повноваження суддів КСУ з дня набрання чинності законом, а суб'єктам призначення суддів невідкладно розпочати процедуру конкурсного відбору нового складу суду.
2 листопада у ВР було зареєстровано законопроєкт, яким пропонується відновити норми про е-декларування, які були скасовані КС. Авторами проєкту закону Про відновлення дії окремих положень закону Про запобігання корупції та Кримінального кодексу України № 4304) є Разумков і члени різних фракцій парламенту, зокрема «ЄС», «Голос» та «СН».
4 грудня 2020 р. Верховна Рада відновила кримінальну відповідальність за недостовірне декларування — за брехню про статки передбачені штраф і обмеження волі. За проголосували 289 депутатів. Депутати голосували за компромісний законопроєкт № 4460-д, створений на основі президентського законопроєкту № 4434 і напрацьованого робочою групою № 4441.
Згідно з документом, умисне внесення суб'єктом декларування завідомо недостовірних відомостей до декларацій на суму від 500 до 4000 прожиткових мінімумів для працездатних осіб (на той момент ц від 1,3 до 9 млн гривень) карається штрафом від 2,5 до 3 тисяч неоподаткованих мінімумів доходів громадян (від 42,5 до 51 тисячі грн.) або громадськими роботами на строк від 150 до 240 годин, з позбавленням права обіймати певні посади чи займатися певною діяльністю на строк до 3 років.
Умисне внесення суб'єктом декларування недостовірних відомостей від 4 тисяч прожиткових мінімумів (на той момент 9 мільйонів грн.) карається штрафом від 3 до 5 тисяч неоподаткованих мінімумів (від 51 до 85 тисяч грн.) або громадськими роботами на строк від 150 до 249 годин, або обмеження волі на строк до 2 років з позбавленням права обіймати певні посади чи займатися певною діяльністю на строк до 3 років.
25 грудня президент Зеленський підписав закон Про внесення змін до Закону України Про запобігання, який парламент ухвалив 15 грудня. Так, повністю відновилося повноваження НАЗК, які заблокував Конституційний суд.
14 липня 2021 р. Верховний Суд задовольнив позов судді Олександра Тупицького до президента Зеленського і визнав протиправним указ, яким він звільнив пана Тупицького з посади судді і голови Конституційного суду. Відповідне рішення ухвалили у середу, 14 липня. Верховний суд роз'яснив, що президент повинен діяти в рамках конституції, а Конституція і закони України не містять норми, що президент має права звільнити суддів конституційного суду.

##### Закон про всеукраїнський референдум
26 січня 2021 року депутати Верховної Ради підтримали президентський законопроєкт про всеукраїнський референдум. За відповідний законопроєкт проголосували 255 депутатів. У законопроєкті запропоновано виносити на референдум тільки одне питання з відповідями «так», або «ні».
Предметами всеукраїнського референдуму можуть бути: затвердження закону про внесення змін до розділів І (Загальні засади), ІІІ (Вибори референдум), ХІІ (Внесення змін до Конституції України); загальнодержавного значення; про зміну території; про втрату чинності закону України або окремих його положень.
Не можна виносити на всеукраїнський референдум питання, спрямовані на: ліквідацію незалежності України;
порушення державного суверенітету і територіальної цілісності, створення загрози національній безпеці, розпалювання міжетнічної, расової та релігійної ворожнечі.
Також не можуть розглядатися питання: податків, бюджету, амністії, ті, які належать до ведення органів правопорядку, прокуратури або суду.

#### Закон про олігархів (Антиолігархічний закон)
Закон, ініційований Зеленським, що мав мінімізувати вплив олігархів на політичні, економічні та соціальні процеси в Україні та ЗМІ. Повна назва — Закон України «Про запобігання загрозам національній безпеці, пов'язаним із надмірним впливом осіб, які мають значну економічну та політичну вагу в суспільному житті (олігархів)». Прийнятий 23 вересня 2021 року, набрав чинності 7 листопада 2021 року і мав діяти протягом 10 років з 7 травня 2022 року.
23 вересня ВРУ прийняла. До другого читання документа депутати подали понад 1200 поправок, але фракція «Слуга народу» домоглася скороченого розгляду, що викликало спроби блокувати трибуну. 12 жовтня у Києві пройшов 23-й саміт Україна-ЄС, де представники Є підтримали прийняття закону.
3 листопада Верховна Рада уточнила низку статей закону і доручила Голові Верховної Ради Руслану Стефанчуку невідкладно його підписати.
5 листопада закон було підписано Стефанчуком і Зеленським. Наступного дня закон було опубліковано, і 7 листопада він набув чинності.
У Офісі президента роз'яснили, що документ містить визначення олігархів — як осіб, які мають значний вплив у господарському, політичному житті країни, а також контролюють основні сегменти медійного простору. олігархом пропонують вважати людину, яка бере участь у політичному житті, має значний вплив на засоби масової інформації, є кінцевим бенефіціаром суб'єкта господарювання, що є природною монополією чи має монопольні позиції на ринку понад рік, має підтверджені активи у понад 1 мільйон прожиткових мінімумів. Для отримання статусу олігарха треба відповідати щонайменше трьом критеріям з чотирьох.
- під участю у політичному житті автори документа пропонують розуміти зайняття високої посади у держапараті, пов'язаність із високопосадовцем, фінансування чи безпосереднє керівництво партією, контроль над ЗМІ, яке поширює інформацію політичного характеру.
- медійний вплив визначається тим, що підозрювана в олігархії особа є бенефіціаром або контролером певного ЗМІ, тобто отримує прибутки чи керує ним[75];
- згідно із текстом законопроєкту, частини ознак олігарха можна позбутися, наприклад, продавши свої медіаактиви особам із бездоганною репутацією[76][77].
- подання про те, щоб визнати певну особу олігархом, може робити уряд, член РНБО, НБУ, СБУ або ж Антимонопольного комітету. Остаточне рішення — за Радою національної безпеки та оборони, її рішення вводиться в дію указом президента;
- особа, визнана олігархом, потрапляє у спеціальний реєстр і з цього моменту їй забороняється фінансово підтримувати політичні партії та бути покупцем чи бенефіціаром при приватизації об'єктів великої приватизації. Крім того, олігархів (як і держслужбовців) зобов'язують подавати податкові декларації.
- вийти з реєстру олігархів можна у випадку встановлення факту відсутності у такої особи не менше двох ознак із перелічених у проєкті закону чотирьох.

##### Укази
23 вересня Зеленський підписав ухвалений ВРУ законопроєкт № 1032 про реформу прокуратури. Він містить такі зміни: генпрокуратуру буде перейменовано на «Офіс генерального прокурора», генпрокурор зобов'язується мати вищу освіту, зможе звільняти прокурорів свого офісу без узгоджень з Радою прокурорів, буде звільнено 5 з 15 тисяч працівників штату прокуратури, регіональні прокуратури стануть обласними, а місцеві — окружними. Прокурори, що захочуть лишитись на роботі, матимуть пройти переатестацію.
17 жовтня 2019 року Президент підписав закони про касові апарати для ФОПів. Згідно них, з 1 жовтня 2020 року використання касових апаратів стане обов'язковим для приватних підприємців (ФОП) на другій та четвертій групах оподаткування, а для платників єдиного податку на 2-4 групі ця вимога почне діяти 1 січня 2021 року.
6 листопада 2019 року Зеленський створив Раду з питань свободи слова та захисту журналістів.
3 грудня 2019 року Президент представив програму «Повертайся та залишайся», що має бути направлена на повернення заробітчан та мігрантів до України. Вона передбачає низькі ставки на кредити для тих, хто хоче повернутись та почати бізнес в Україні.
14 травня 2020 року Зеленський продовжив заборону російських соціальних мереж та сервісів, таких як ВКонтакте, Однокласники, MailRu та багатьох інших. Уперше такий указ запропонував і впровадив у 2017 році його попередник — п'ятий Президент України Петро Порошенко.
3 червня 2020 року Президент видав указ про встановлення в Україні нового свята — Дня Фермера. Того ж дня Кабмін на черговому засіданні уряду схвалив проєкт указу. Відтепер День Фермера щороку відзначатиметься 19 червня.

### Кадрова політика
Кадрова політика Зеленського характерна особистими знайомствами, багаторічною співпрацею або дружбою. У 2019—2020 роках кадрова політика характерна добором людей з якими він працював у складі студії «Квартал-95». Комітет виборців України нараховував 30 осіб з «Кварталу-95» або дочірніх компаній призначених на виконавчі посади Офісу Президента та інших. Зеленського також звинуватили в порушенні своїх же обіцянок: попри запевнення, що політики «кумівства» не буде, президент призначив на керівні посади деяких колишніх колег з студії «Квартал-95» та друзів дитинства.
У перші роки президентства виникли кадрові проблеми, які засвідчили системну проблематику кадрової політики та містять прорахунки у підготовці професійних кадрів, так і відсутність призначеними кадрами розуміння займаних посад.
Початок здійснення кадрової політики Зеленського визначається від 21 травня 2019 року, коли Зеленський власним указом достроково розпустив Верховну Раду VIII скликання, призначивши позачергові вибори на 21 липня (замість чергових 27 жовтня).

#### Офіс Президента
Перші призначення президента в Адміністрації Президента та СБУ викликали обурення громадськості. Так, Главою Адміністрації Президента Зеленський призначив Андрія Богдана — колишнього особистого адвоката олігарха Коломойського та посадовця з уряду Азарова, який мав би потрапити під дію закону про люстрацію. Богдан в практичних діях виходив за межі своїх фактичних повноважень. Зокрема він неформально впливав на парламентську фракцію «Слуга народу» та інші державні інституції.
3 червня 2019 року — Зеленський Указом № 350/2019 призначив своїм прес-секретарем Юлію Мендель. Це спричинило хвилю критику проти газети The New York Times, в якій 1 травня було опубліковану статтю Мендель, де описувався конфлікт інтересів віце-президента США Джо Байдена. На думку критиків, Мендель мала конфлікт інтересів, коли писала для американської газети.
Призначив голову Національної інвестиційної ради.
19 вересня 2019 року заступникові голови Офісу президента Сергію Трофімову було передане посвідчення члена Українського товариства сліпих, виписане на ім'я Володимира Зеленського, щоби він, як Президент, звернув увагу на підприємства, де працюють сліпі, та допомагав товариству та сліпим людям.
7 травня 2020 року Президент підписав указ про призначення експрезидента Грузії й ексголову Одеської ОДА Міхеіла Саакашвілі головою Виконавчого комітету Національної ради реформ, а Олександра Ольшанського — його заступником.
11 лютого 2020 року Зеленський звільнив Андрія Богдана з посади керівника Офісу Президента України і призначив на його місце Андрія Єрмака (до цього він був помічником президента Зеленського). Єрмак має особисту довіру Зеленського. Його називають «тіньовим дипломатом». Він разом з Зеленським здійснював таємний візит до Оману. Він також поширює вплив у внутрішній політиці. З його ініціативи створено «Консультативну раду» на засіданні Тристоронньої контактної групи в Мінську 25 березня 2020 року, яка отримала негативну оцінку низки депутатів.
22 квітня 2020 року Зеленський звільнив заступника керівника Офісу Президента України Анну Коваленко, призначивши їй на заміну Романа Машовця.

#### Силові та оборонні структури
20 травня 2019 року, у день інавгурації Зеленського, голова СБУ Василь Грицак, командувач Сил спеціальних операцій Ігор Луньов та міністр оборони Степан Полторак подали заяви на звільнення.
4 березня 2020 року доручив спікеру ВРУ Разумкову скликати позачергове засідання Ради, де прийняли відставку генпрокурора Руслана Рябошапки та прем'єра Гончарука з урядом. Того ж дня новим прем'єр-міністром було призначено Дениса Шмигаля, а в.о. генпрокурора — Віктора Чумака, що до того обіймав посаду головного військового прокурора України.
17 березня 2020 року Ірину Венедіктову призначено генпрокурором України, Віктор Чумак став її заступником, але одразу ж подав у відставку. Міністром розвитку економіки, торгівлі та сільського господарства призначено Ігоря Петрашка.
31 травня 2019 року Зеленський звільнив керівництво СБУ. Указом № 342/2019 звільнено першого заступника Голови СБУ Віталія Малікова. Крім того, указом № 343/2019 він звільнив Малікова з посади керівника Антитерористичного центру при СБУ.
Також звільнено начальника головного управління СБУ у Києві та області Олега Валендюка (указ № 344/2019) та Петра Цигикала з посади голови Державної прикордонної служби.
Також Президент призначив начальником Генерального штабу ЗСУ Руслана Хомчака.
11 червня 2019 року Зеленський вніс до Верховної Ради подання на надання згоди на звільнення генерального прокурора України Юрія Луценка. Подання не було розглянуто. Сам Луценко заявляв, що піде у відставку після парламентських виборів. Зеленський заявив, що новим генеральним прокурором бачить Руслана Рябошапку. Того ж дня Зеленський звільнив заступників голови СБУ Олега Фролова і Владислава Косинського та ще шістьох начальників обласних управлінь відомства в Одеській, Львівській, Волинської, Вінницькій, Закарпатській та Чернівецькій областях.
На наступний день після висунення обвинувачень росіянам у збитті малайзійського боїнга звільнив генерал-полковника Фролова Олега Володимировича з військової служби в запас. Він був головою технічної служби СБУ, яка мала стосунок до забезпечення доказової бази у справі збиття MH17.
26 червня Зеленський звільнив начальника Департаменту захисту національної державності Служби безпеки Данила Доценка. Як відмічають у ЗМІ, звільнення відбулось практично відразу після того, як СБУ заблокувала в'їзд до України скандально відомого російського політтехнолога, близького соратника Медведчука і колишнього керівника так званої «фабрики темників» Ігоря Шувалова.
15 жовтня 2019 року Зеленський увів до складу РНБО Владислава Бухарева (заступник голови СБУ, начальник управління по боротьбі з корупцією й організованою злочинністю), Валерія Євдокимова (голова Служби зовнішньої розвідки) та Данілова (секретар РНБО). Також було звільнено колишнього секретаря РНБО Олександра Данилюка.
5 червня 2020 року Зеленський звільнив Валерія Євдокимова з посади голови Служби зовнішньої розвідки України і призначив на цю посаду Валерія Кондратюка.
11 червня 2020 року Президент звільнив із посади командувача Військово-Морських сил ЗСУ Ігоря Воронченка і призначив замість нього контр-адмірала Олексія Неїжпапу. Того ж дня змінив і посла у Франції — звільнив із посади Олега Шамшура і призначив на його місце Вадима Омельченка.
17 квітня Президент звільнив Олексія Петрова з посади начальника Управління СБУ в Кіровоградській області.
16 червня 2020 року Президент призначив свого радника Руслана Демченка першим заступником секретаря Ради національної безпеки і оборони України.
19 червня 2020 року Президент своїм указом оновив склад наглядової ради державного концерну «Укроборонпром». Таким чином він припинив повноваження голови Офісу президента Андрія Єрмака в наглядовій раді держконцерну та ввів замість нього до її складу першого віце-президента Національної академії наук Володимира Горбуліна.
20 липня 2020 року президент призначив В'ячеслава Штучного першим заступником начальника Управління державної охорони.

#### Обласні та районні державні адміністрації
Добір кадрів та призначення голів державних адміністрацій викликав запитання стосовно критеріїв та демонструє хаотичність. Під час епідемії коронавірусу висувалися звинувачення у непрофесійності, самоусуненні від вирішення проблем (зокрема, в Одеській і Харківській областях).
10 червня 2019 року — ініціював звільнення всіх голів обласних державних адміністрацій. Станом на кінець червня, Кабінет міністрів схвалив рішення про відставку 18-ти голів. 11 червня 2019 року президент звільнив очільників Чернігівської, Хмельницької, Херсонської, Тернопільської, Сумської, Полтавської, Одеської, Миколаївської, Львівської, Кіровоградської, Київської, Івано-Франківської, Запорізької, Закарпатської та Волинської облдержадміністрацій. 24 червня звільнено також голів Житомирської, Рівненської та Черкаської ОДА. 26 червня уряд схвалив рішення про призначення кандидатів від президента на ці посади в 8-ми областях: Київську область очолить Михайло Бно-Айріян, Закарпатську — Ігор Бондаренко, Донецьку — Павло Кириленко, Луганську — Віталій Комарницький, Львівську — Маркіян Мальський, Одеську — Андрій Андрейчиков, Херсонську — Юрій Гусєв, Черкаську — Ігор Шевченко.
9 липня 2019 року Зеленський одним розпорядженням звільнив 70 голів районних державних адміністрацій. Причиною звільнень вказав закінчення строку повноважень президента України.
24 липня 2019 року в Офісі Президента заявили, що ними направлено подання в Кабінет Міністрів з проханням звільнити з посади голову Київської міської державної адміністрації Віталія Кличка. В разі його звільнення, нове призначення може відбутись не раніше, ніж наприкінці вересня.
19 серпня Зеленський одночасно звільнив 14 голів районних адміністрацій у Миколаївській та Черкаській областях.
30 серпня Володимир Зеленський звільнив 16 голів РДА на Дніпровщині, а 16 вересня — 14 голів райдержадміністрацій на Івано-Франківщині. 19 вересня було звільнено 6 голів РДА на Рівненщині.
5 листопада 2019 року Зеленський призначив 34-літнього Олексія Кучера очільником Харківської облдержадміністрації.
24 грудня було звільнено голову Закарпатської ОДА Ігоря Бондаренка та Львівської ОДА Маркіяна Мальського за «відсутність результатів».
23 квітня 2020 року Президент призначив головою Закарпатської ОДА Олексія Петрова, якого звільнив з посади начальника Управління СБУ в Кіровоградській області кілька днів тому.
24 квітня 2020 року Зеленський призначив головою Івано-Франківської ОДА Віталія Федоріва.
12 червня 2020 року Зеленський звільнив Віталія Туринка з посади глави Запорізької ОДА і призначив на його місце Віталія Боговіна.
18 червня 2020 року Зеленський призначив Василя Володіна головою Київської обласної державної адміністрації.
26 червня 2020 року Президент ухвалив рішення про відставку Андрія Балоня з посади голови Кіровоградської ОДА через хабарництво.

#### Дипломатичні відомства
19 грудня 2019 року було призначено нових послів України в Йорданії (Мирослава Щербатюк), Молдові (Марк Шевченко), Катарі (Андрій Кузьменко) та Китаї (Сергій Камишев).
22 червня 2020 року Зеленський звільнив Дмитра Сеніка з посади посла України в Сінгапурі, а також з посад посла в Брунеї та Новій Зеландії за сумісництвом.
15 липня 2020 року Зеленський звільнив з посади посла України в Італії Євгена Перелигіна та посла України в Румунії Олександра Банькова. Останнього уряд призначив державним секретарем Міністерства МЗС. 20 липня 2020 року призначив ексвіцепрем'єр-міністра з питань європейської та євроатлантичної інтеграції Вадима Пристайка послом України у Британії.

#### Виконавча влада
30 березня 2020 року за ініціативи Зеленського відбулось позачергове засідання Верховної Ради України, присвячене головним чином заходам із протидії поширення коронавірусу. Але поза тим було звільнено Іллю Ємця із посади міністра охорони здоров'я й Ігоря Уманського з посади очільника Мінфіну. Новим очільником МОЗ України став Максим Степанов, що за часів президентства Петра Порошенка був головою Одеської ОДА, а новим міністром фінансів — Сергій Марченко.

#### Люстрація
11 липня Зеленський направив до ВРУ Проєкт Закону про внесення змін до деяких законодавчих актів України щодо очищення влади. За його словами, цим законопроєктом він збирається усунути з великої політики цілу низку держслужбовців, які керували країною після подій Євромайдану.
Зокрема, йдеться про експрезидента Порошенка, народних депутатів 8-го скликання, голову Верховної Ради, членів уряду, генерального прокурора, голову СБУ, голів Антимонопольного комітету і Фонду держмайна, голів ДФС та митниці, секретаря РНБО та керівників оборонних підприємств. Згідно з документом, перелічені високопосадовці, які працювали в період з 23 лютого 2014 року до 19 травня 2019 року та не були звільнені за власним бажанням не зможуть обіймати відповідні посади впродовж наступних десяти років. Відповідно до чинного Закону люстрація стосується високопосадовців, які працювали у період з 25 лютого 2010 року по 22 лютого 2014 року.
Посли країн «Великої сімки» негативно поставились до ідеї Зеленського, наголошуючи, що люстрація не повинна бути політичним інструментом для утиску опонентів. За їхніми словами, ситуація в країні зараз відрізняється від тієї, яка була після Революції гідності.
Критики відмічають, що в подачі законопроєкту помітні ознаки передвиборчого піару. Його було зареєстровано тоді, коли Верховна Рада VIII скликання фактично припинила свою роботу, тому шансів бути прийнятим у нього не було. Відповідно до Регламенту, законопроєкт доведеться реєструвати повторно у Раді нового скликання.
Рівно за тиждень до подачі законопроєкту ексзаступник голови АПУ часів Януковича Андрій Портнов, який є «давнім багаторічним другом» нинішнього голови Офісу президента Андрія Богдана заявив, що він розробив законопроєкт про заборону обіймати будь-які держпосади посадовим особам, призначеним в період правління Петра Порошенка. Представник президента у Верховній Раді Руслан Стефанчук спростував інформацію про те, що ініційований Зеленським законопроєкт про люстрацію був написаний Портновим. Портнов, який підпадає під чинний закон про люстрацію, підтримав новий законопроєкт Зеленського, наголосивши, що «не має значення, ухвалять його чи ні, з цього моменту почалась абсолютна маргіналізація і девальвація того закону, який був ухвалений у 2014-му».

#### Закон про корінні народи
21 липня 2021 року президент України В. Зеленський підписав ініційований ним Закон «Про корінні народи України», який Верховна Рада ухвалила 1 липня того ж року. Документ спрямований на максимальний захист культурних, інформаційних та інших прав корінних народів, надання їм механізмів та інструментів роботи з Українською державою. Зокрема, визнаються представницькі органи корінних народів. Закон визнає, що корінними народами України, які сформувались на території Кримського півострова, є кримські татари, караїми, кримчаки.
Корінні народи мають право на самовизначення у складі України та політичний статус у межах Конституції та законів України. Вони мають колективне та індивідуальне право на повне володіння всіма правами людини та основоположними свободами. Законом забороняється заперечення етнічної приналежності чи етнічної самобутності корінних народів. Згідно з документом, який підписав Глава держави, корінні народи мають право на дотримання, відродження та розвиток своїх духовних, релігійних та культурних традицій та звичаїв, збереження матеріальної та нематеріальної культурної спадщини; визначення переліку власних місць та об'єктів релігійного та культурного значення; відновлення своєї топоніміки; співпрацю із закладами освіти задля забезпечення вивчення своєї мови, історії, культури корінного народу. Також корінні народи мають право через представницькі органи створювати засоби масової інформації та отримувати державну підтримку.

## Гуманітарна політика

### Інформаційна політика

#### Російськомовний канал
29 липня 2019 року у Офісі президента підтвердили озвучені під час виборчої кампанії плани запустити в Україні державний міжнародний російськомовний канал. За словами заступника голови Офісу президента Кирила Тимошенка: «такий канал потрібен, щоб Україна могла боротися і за уми українців на окупованих територіях Донбасу та Криму, і за уми росіян на території РФ».
Офіційний представник Міністерства закордонних справ Росії Марія Захарова заявила, що вважає подібні плани нонсенсом.

## Економічна політика

#### Легалізація казино
8 серпня 2019 року під час виступу на україно-турецькому бізнес-форумі Зеленський повідомив про плани легалізувати роботу казино у 5-зіркових готелях в регіоні біля Чорного моря.
Заборона грального бізнесу в Україні діє з 2009 року. Прихильники легалізації відмічають, що на практиці гральний бізнес працює «в тіні», і доступ населення до нього залишається, а держава практично втратила контроль за веденням цього бізнесу. За оцінками експертів, бюджет України може отримати додатково близько 10 млрд грн у разі легалізації азартних ігор завдяки детінізації цього ринку.
Невдалі спроби вивести цей бізнес із тіні робив уряд Арсенія Яценюка 2015 року. 2018 року такі намагання мав також міністр фінансів України Олександр Данилюк.
19 грудня 2019 року Верховна Рада, незважаючи на монобільшість партії «Слуга народу» провалила у першому читанні голосування за законопроєкт про легалізацію грального бізнесу в Україні.
У відповідь, Зеленський заявив, що знає хто стоїть за провалом закону про легалізацію грального бізнесу та анонсував закриття всіх нелегальних гральних залів.
В ніч на 20 грудня 2019 року співробітники Служби безпеки України на доручення Президента України провели спецоперацію, в результаті якої було заблоковано роботу 43 підпільних казино та гральних закладів у шести регіонах країни: Києві, Дніпрі, Львові, Одесі, Харкові та Запоріжжі. Оперативники спецслужби встановили, де саме функціонують підпільні казино та гральні заклади, які «кришують» правоохоронці. Відбулося 57 обшуків за адресами розташування закладів.

#### Земельна реформа
8 серпня 2019 року під час виступу на україно-турецькому бізнес-форумі Зеленський повідомив про наміри провести земельну реформу в Україні до кінця 2019 року. Раніше в Офісі президента уже анонсували, що до кінця року планують скасувати мораторій на продаж сільськогосподарської землі.
Мораторій на купівлю-продаж сільськогосподарських земель, який із 2001 року продовжувався уже десять разів, наразі[коли?] охоплює 96 % с/г земель, при чому 68 % — це паї селян. Документ передбачає заборону на внесення права на земельну частку (пай) до статутних капіталів господарських товариств; купівлю-продаж земельних ділянок сільськогосподарського призначення державної та комунальної власності, крім вилучення (викупу) їх для суспільних потреб; купівлю-продаж або іншим способом відчуження земельних ділянок і зміна цільового призначення (використання) земельних ділянок, які перебувають у власності громадян та юридичних осіб для ведення товарного сільськогосподарського виробництва.
7 лютого 2019 року тодішній президент України Порошенко підписав закон про продовження мораторію до 1 січня 2020 року.
За даними видання «Економічна правда», 2018 року через цей мораторій Україна втратила 22,5 млрд $ ВВП, що на 17 % більше від його фактичного рівня.
30 березня 2020 року відбулось позачергове засідання Верховної Ради України, присвячене головним чином заходам із протидії поширення коронавірусу. Крім того, було переглянуто решту правок (понад 600) стосовно закону про ринок землі. Після закінчення обговорення правок ВР 31 березня о першій ночі прийняла закон у цілому. Отож офіційно закон про ринок землі прийняли 31 березня 2020 року.

## Соціальна політика
3 грудня підписав указ про соціальний захист, що передбачає створення сприятливих умов для людей з інвалідністю.
25 серпня 2020 р. ВР ухвалила законопроєкт зі змінами до держбюджету на 2020 рік, який передбачає збільшення мінімальної зарплатні до 5 тисяч. Потім другий етап цієї програми — збільшення з 2021 року до 6 тисяч гривень, і впродовж 2021 р. буде третя частина — збільшення до 6,5 тисяч.

## Національна безпека та оборона

#### Заборона проросійських телеканалів
2 лютого 2021 року ввів у дію рішення РНБО про застосування санкцій проти народного депутата Тараса Козака та проросійських телеканалів 112 Україна, NewsOne та ZIK.

## Зовнішня політика

### Росія
7 червня 2019 року президент Володимир Зеленський заявив, що артилерійські обстріли поблизу Новолуганського на Донеччині та інших населених пунктів в ніч проти 7 червня, внаслідок яких 2 українських військових загинули, а 8 отримали поранення, свідчать про втрату Росією контролю над найманцями.
27 червня 2019 року — Зеленський звинуватив міністра МЗС Клімкіна в тому, що міністерство «не комунікує з ним у питаннях міжнародної політики», зокрема видало «неузгоджену ноту» з приводу невиконання Росією наказу Міжнародного трибуналу про звільнення українських моряків, а сам він дізнається про це з інтернету. Клімкін стверджує, що Зеленський втрапив у «примітивну російську пастку», коли на емоціях розкритикував МЗС України за непогоджену з ним відповідь щодо суперечки з РФ про військовополонених моряків. Зокрема, російська нота мала завуальовану вимогу визнання верховенства російського законодавства, визнання правомірності кримінального переслідування моряків й визнання окупації Криму. Курт Волкер підтвердив російську маніпуляцію та невиконання присуду міжнародного трибуналу щодо звільнення українських моряків і кораблів Росією.
11 липня 2019 року Зеленський провів свою першу офіційну 20-хвилинну телефонну розмову з президентом РФ Путіним. «Ключовим питанням було звільнення полонених військових моряків. Також йшлося про повернення інших українських громадян, які утримуються на території РФ. Обговорили продовження переговорів у „нормандському форматі“» — повідомляє прессслужба Зеленського.
9 грудня 2019-го в рамках Нормандського формату відбулись неформальні переговори між Зеленським та Путіним, під час яких протягом 30-90 хвилин обговорили російсько-українську війну та газові контракти між двома державами. Направлена раніше пропозиція Газпрому вимагає від Нафтогазу відмовитись від позовів на 21 млрд $ та підписати угоду на один рік, натомість Нафтогаз пропонує проводити транзит на умовах Європи.
6 жовтня 2020 року Зеленський заявив, що Україна ніколи не зупинить війну, якщо не буде «говорити з Росією».
Однак, усе змінилось, коли 22 лютого 2022 року Путін визнав «ЛДНР» в межах областей. 22 лютого Рада Федерації дозволила Путіну вводити війська в іноземні держави. 24 лютого президент Росії рано вранці оголосив війну Україні. Того ж дня Верховна Рада ввела воєнний стан. Майже відразу закон був підписаний Володимиром Зеленським. Тоді ж Зеленський заявив про розрив відносин з РФ.

### Білорусь
3 липня 2019 року — листом запросив президента Білорусі на зустріч Форуму регіонів у Житомирі. 15 липня було отримано згоду від Лукашенка.
13 жовтня 2020 року глава МЗС Дмитро Кулеба заявив, що Україна приєдналась до вже запроваджених ЄС санкцій проти Білорусі і розгляне питання щодо приєднання до нових санкцій блоку після їхнього уведення в дію.

### Європейський союзтаНАТО
4 червня 2019 року — прибув з першим закордонним візитом до Брюсселя. Володимир зустрівся з Президентом Єврокомісії Жаном-Клодом Юнкером. Глава держави наголосив на незмінності зазначених у Конституції України пріоритетів, стратегічного курсу держави до цілковитого членства в ЄС та НАТО, й готовності України дотримуватися взятих на себе зобов'язань. Очільник комісії запевнив у повній підтримці України з боку ЄС і реалізації її євроінтеграційного рішення. Під час спільного брифінгу з генсеком НАТО Єнсом Столтенбергом заявив, що курс України на вступ до ЄС та НАТО є незмінним зовнішньополітичним пріоритетом, і що хоче дати імпульс відносинам України з альянсом. Вважає, що НАТО — «це безпека країни». Президент Володимир Зеленський також зазначив, що Україна «обов'язково» вступить в НАТО, але тільки після проведення референдуму з цього питання.
15 вересня 2020 року у «новій стратегії національної безпеки» була вказівка отримати запрошення та приєднатися до Плану дій щодо членства в НАТО.
8 листопада Зеленський попросив надати Україні план дій щодо членства в НАТО.
23 червня лідери 27-ми країн ЄС на саміті в Брюсселі підтримали надання Україні та Молдові статусу країни-кандидата.

### Україна— Франція
17 червня 2019 на пресконференції з президентом Франції Макроном Зеленський заявив, що Україна «не готова до двостороннього діалогу з сепаратистами» на Донбасі..
16 квітня 2021 р. відбулась друга зустріч Зеленського з Макроном. Зустріч тет-а-тет тривала більше півтори години. Також до них приєдналась канцлер Німеччини Ангела Меркель.
8 лютого 2022 року після переговорів з Путіним, президент Франції Е. Макрон відвідав Україну, де зустрівся зі своїм колегою В. Зеленським.
8 лютого 2023 року, під час візиту до Франції, Президент Республіки нагородив Володимира Зеленського, найвищою державною нагородою, великим хрестом Ордена Почесного легіону.

### США
21 квітня 2019 року Зеленський уперше розмовляв телефоном із Президентом США Дональдом Трампом. В середині листопада 2019 року транскріпт цієї розмови був оприлюднений Білим домом, згідно зі стенограмою Зеленський запросив Трампа відвідати Україну та можливо взяти участь в церемонії його інаугурації, Трамп відповів, що США «будуть представлені на дуже високому рівні». Під час цієї розмови не було жодних згадок щодо Джо Байдена, його сина, компанії Burisma, або замороження військової допомоги Україні.
25 липня 2019 року відбулася друга телефонна розмова Зеленського і Трампа, транскріпт якої оприлюднений Білим домом 24 вересня 2019 року. Під час розмови Дональд Трамп вимагав від свого співрозмовника провести розслідування діяльності компанії Burisma та роботи в Україні сина одного із кандидатів в президента США ексвіцепрезидента Джо Байдена, що стало приводом для початку процедури імпічмента у Палаті представників Конгресу США.
Зеленський уперше особисто зустрівся з президентом США Дональдом Трампом 25 вересня 2019 року в готелі «Інтерконтіненталь» у Нью-Йорку, де президент України перебував 23-26 вересня у зв'язку із проведенням генасамблеї ООН і виступав із промовою на дебатах. На початку зустрічі із президентом США Зеленський в присутності преси наголосив, що під час телефонної розмови на нього не здійснювався тиск з боку Трампа.
9 лютого 2021 року президент Зеленський провів телефонні переговори з новим президентом США Джозефом Байденом. Президент США запевнив свого українського колегу у підтримці оборони, підтвердив надання допомоги у посилення обороноздатності та готовність запровадити проти Росії Санкції у випадку вторгнення.
1 вересня того ж року президент України відвідав США, де мав зустріч зі своїм американським колегою. Байден заявив, що радий вітати Зеленського у Білому Домі. Також він додав, що Америка залишається прихильником суверенітету, територіальної цілісності України перед лицем російської агресії та додав, що підтримує Україну на шляху до НАТО.
2 листопада 2021 року Володимир Зеленський зустрівся з Джозефом Байденом у Глазго. Крім Джо Байдена, Зеленський ц Глазго зустрівся з головою уряду Британії Борисом Джонсоном та Канади Джастіном Трюдо.
20 січня 2022 р. президент Зеленський відреагував на слова Джо Байдена про можливе «незначне вторгнення» в Україну. «Хочемо нагадати великим державам, що незначних агресій не буває і маленьких народів не буває. Як не буває й незначних жертв і маленького горя від втрати близьких», — зазначив він.

### Оман
5 січня 2020 Зеленський з сім'єю відбув до Оману. За даними Офісу президента, поїздка оплачена за власні кошти президента. В Омані на зустрічі з виконавчим президентом резервного фонду Оману Абдулсаламом аль-Муршиді було узгоджено поглиблення інвестицій та торговельно-економічного співробітництва між країнами.

### Британія
Президент Володимир Зеленський 1 лютого провів перемовини з прем'єр-міністром Британії Борисом Джонсоном. У результаті зустрічі Британська сторона надасть «2 мільярди фунтів стерлінгів на реалізацію спільних з Україною конкретних та взаємовигідних сфер. Зокрема: інфраструктуру та енергетику», — сказав Зеленський.

## Публічна діяльність

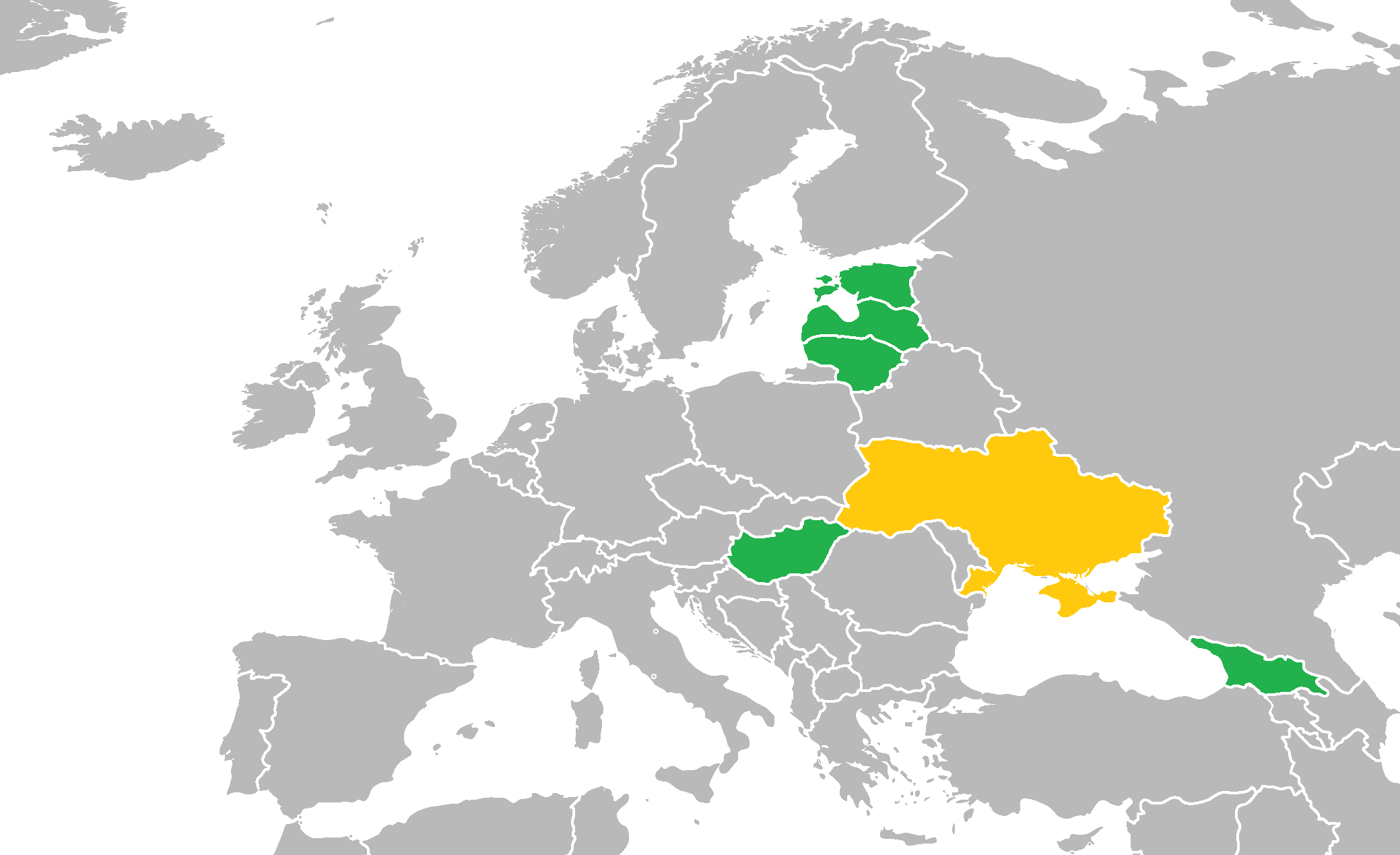
Країни, представлені на церемонії головами держав або урядів

### Інавгурація
Інавгурація новообраного президента відбулась 20 травня 2019-го. Процедура почалась о 10:00, а о 12:00 сайт президента оновився, змінивши ім'я чинного президента. На інавгурацію прибуло біля сотні дипломатів і президенти Латвії, Литви, Естонії, Грузії та Угорщини, а також прем'єр-міністр Молдови, віце-президент Туреччини, міністр енергетики США. Під час інавгурації стався курйоз з посвідченням президента — після того, як Зеленський віддав його представнику почесної варти воно впало з церемоніальної подушки на підлогу.

### Публічні виступи та поїздки
Свій перший публічний виступ в ролі Президента України Зеленський здійснив 23 травня 2019 року на «iForum 2019» у Києві. Усю промову Зеленський проголосив російською. Частину промови підозрюють у плагіаті.
27 травня — вперше як президент відвідав бійців ООС на передовій. Його супроводжував Начальник Генерального штабу Руслан Хомчак і люди у військовій формі, які виявилися тілоохоронцями президента.
29 травня у Львівській області стався обвал на шахті «Лісова», загинуло двоє гірників. Події трагічно збіглися зі сценарієм серіалу «Слуга народу 3», де вибухає та сама шахта, а роль президента грає Зеленський. Після звістки про трагедію та загиблих Зеленський вирушив на місце аварії. Під час візиту на шахту «Лісова» Зеленський мав словесну перепалку з журналісткою Прямого каналу під час якої запропонував телеканалу купити сім'ї загиблого шахтаря квартиру, розділивши кошти навпіл. 3 червня Прямий канал повідомив, що придбав квартиру для вдови й трьох дітей загиблого шахтаря повністю за власний рахунок. Як зазначають в телеканалі, жодних звернень на адресу «Прямого» щодо придбання житла від глави держави не надходило.
У відповідь на неодноразові прохання представників українських ЗМІ, 10—11 жовтня 2019 року Президент України Володимир Зеленський провів найтривалішу у світовій історії прес-конференцію, що тривала понад 14 годин: з 10:03 ранку до 00:11 вночі наступної доби, та дав відповіді на понад 500 запитань від понад 200-х з майже акредитованих 300 журналістів з центральних та регіональних ЗМІ України та ЗМІ інших країн: США, Великої Британії, Білорусі, Італії, Іспанії, Нідерландів, Росії, Туреччини, Японії тощо. Представниками Книги рекордів України Володимиру Зеленському було вручено сертифікат про фіксацію у ній рекорду, як українського досягнення.

## Критика
22 травня 2019 року на офіційному сайті Електронних петицій до Президента України була зареєстрована петиція з вимогою відставки Володимира Зеленського з посту Президента України, яка менше ніж за один день, 23 травня 2019 року, о 15:11 вже зібрала всі 25 000 необхідних підписів. Загалом, станом на 27.05.2019 було зібрано 60 189 підписів — це найбільша кількість підписів, які збирали петиції на сайті президента за весь час існування цього сервісу.
На петицію відреагував Глава АП Андрій Богдан, заявивши, що вважає петицію про відставку Володимира Зеленського смішним жартом.
Наступного дня необхідну кількість голосів у 25000 зібрала петиція за відставку самого Богдана через порушення закону Про очищення влади (люстрацію). Задля обходу закону про люстрацію 20 червня 2019 року було ліквідовано Адміністрацію Президента України і створено Офіс Президента України оскільки його таким чином немає у переліку установ закону про очищення влади.
Також 20 травня було подано петицію на сайті Верховної Ради України за якнайшвидше ухвалення закону про імпічмент.
23 травня охоронці Зеленського тричі вдарили в живіт журналіста, який намагався поставити запитання президенту.
25 травня 2019 року запустили сторінку-рахівник ze.live [Архівовано 25 травня 2019 у Wayback Machine.], яка відраховує час після останнього порушення закону президентом України Володимиром Зеленським. Також вона показує, яке саме порушення було останнім.
25 травня у Рівному затримали двох людей (Дар'ю Коцюрубу та Романа Філюка), що вийшли на акцію за імпічмент президента Зеленського, пізніше суд визнав їх винними за несанкціонований захід. 2 серпня 2019 року рішенням Рівненського апеляційного суду було скасовано Постанови Рівненського міського суду від 13 червня 2019 року та закриті провадження щодо адміністративної відповідальності (ч. 1 ст. 185-1 КУпАП за відсутності події і складу адміністративного правопорушення).
18 червня 2019 року народний депутат, а в минулому відома журналіст-антикорупціонер Тетяна Чорновол опублікувала розслідування про те, що передвиборчу кампанію кандидата Зеленського фінансували росіяни, а саме Ігор Мендограло з «Австро-Угорської лізингової компанії», яка раніше називалася «Укррослізинг» і належала до пулу компаній, якими володіли син Януковича Олександр і конгломерат російських державних банків — ВЕБ, ВТБ та Сбєрбанк РФ. Однією з компаній цього пулу керував свояк Андрія Портнова. Як підозрюється, зв'язок з ЗеКомандою здійснював Андрій Богдан. Участь Богдана у передвиборчій кампанії Зеленського штабісти ЗЕ заперечували журналістам «Бігус-інфо», які перші заявили що Богдан займався серед іншого фінансуванням компанії Зеленського.
28 червня 2019 року було оголошено, що реконструкцією Українського дому під новий Офіс президента без конкурсу буде займатись Іван Юнаков (№ 65 списку партії Слуга народу) голова архітектурного бюро 33BY. До Українського дому Офіс президента так і не переїхав.

### Компромат
Документи Pandora Papers, нового витоку з 14 фірм, які реєстрували та обслуговували офшорні компанії, частково підтвердили схему переказування коштів від структур олігарха Ігоря Коломойського до офшорних фірм президента Володимира Зеленського та його соратників.